# إليزابيث بورنس
إليزابيث بورنس (بالإنجليزية: Elizabeth Burns)‏ هي كاتِبة وشاعرة بريطانية، ولدت في 17 ديسمبر 1957 في Wisbech ‏ في المملكة المتحدة، وتوفيت في 20 أغسطس 2015.